# NGC 2616
NGC 2616 è una vasta e lontana galassia lenticolare situata nella costellazione dell'Idra, a una distanza di circa 463 milioni di anni luce dalla nostra Via Lattea.

## Scoperta
La galassia è stata scoperta il 9 marzo 1886 dall'astronomo statunitense Lewis Swift.